# Tasiocera (Dasymolophilus) niphadias
Tasiocera (Dasymolophilus) niphadias is een tweevleugelige uit de familie steltmuggen (Limoniidae). De soort komt voor in het Nearctisch gebied.